# Гаращенко, Фёдор Георгиевич
Фёдор Гео́ргиевич Гара́щенко (укр. Федір Георгійович Гаращенко; род. 16 ноября 1947, Благодатное, Кировоградская область) — советский и украинский учёный в области прикладной математики, доктор технических наук (1984), профессор (1986), академик Академии наук высшей школы Украины (2006).

## Биография
Родился в 1947 году в с. Благодатное Кировоградской области УССР. В 1967 году поступил на механико-математический факультет КГУ им. Т. Шевченко, с 1969 года учился на факультете кибернетики, который окончил в 1972 году по специальности «прикладная математика». В 1972—1975 годах учился в аспирантуре на факультете кибернетики, по окончании защитив кандидатскую диссертацию физико-математических наук на тему «Исследование задач практической устойчивости и стабилизации движения численными методами» по специальности — «Дискретная математика и математическая кибернетика».
С 1975 года работал на кафедре моделирования сложных систем сначала младшим, затем старшим научным сотрудником, после ассистентом и старшим преподавателем. В 1984 году защитил докторскую диссертацию на тему «Разработка численных методов исследования устойчивости и их применение к оптимизации динамики пучков». Через год, в 1985 году стал доцентом кафедры моделирования сложных систем, затем профессором (с 1986 г.). С 1999 года — заведующий этой кафедрой.

## Признание и награды
Награждён медалью «В память 1500-летия Киева» (1982). Имеет почётное звание «Лучший профессор КНУ им. Т. Шевченко», лауреат «Премии им. Т. Шевченко» КНУ им. Т. Шевченко и Награды Ярослава Мудрого АН ВШ Украины (2010).
Лауреат (в составе коллектива) Государственной премии Украины в области науки и техники 2011 года — за цикл научных трудов «Конструктивная теория моделирования, анализа и оптимизации систем с неполными данными и её применения» (указ № 329/2012 от 18 мая 2012 года).

## Научная деятельность
Основные направления научной работы:
- качественный анализ и оценка программных траекторий в системах управления;
- исследование задач практической устойчивости динамических систем и разработка численных методов для определения оптимальных оценок;
- развитие методов структурно-параметрической и недифференцированной траекторной оптимизации в системах управления;
- разработка новых математических технологий из оптимального синтеза структурированных динамических систем;
- оптимальное проектирование ускоряющих и фокусирующих систем;
- моделирование и оптимизация систем управления ориентацией микроспутников;
- развитие методов цифровой обработки информации и распознавания образов;
- создание технологии сжатия информации;
- разработка адаптивных подходов к решению задач анализа, оптимизации, управления, классификации и распознавания голосовой информации и изображений.

Автор около 200 научных трудов, 3 монографий, 5 учебных пособий и ряда научных и методических разработок для студентов старших курсов.

Некоторые работы:
- структурно-параметрическая оптимизация и устойчивость динамики пучков. К., 1985 (в соавторстве);
- аналіз та оцінка параметричних систем. К., 1995 (в соавторстве);
- практична стійкість та структурна оптимізація динамічних систем. К., 2000 (в соавторстве)[1].

Подготовил 22 кандидата и 1 доктора наук.
Председатель постоянной комиссии учёного совета КНУ им. Т. Шевченко по вопросам организации научной работы; член экспертных советов ВАК Украины информатики и вычислительной техники; член специализированных учёных советов по защите докторских диссертаций; член редколлегии журналов «Проблемы управления и информатики», «Вестник КНУ», серии «Кибернетика» и «Физ.-мат. науки», «Вычислительная и прикладная математика», «Волынский математический вестник»; член учёного совета КНУ им. Т. Шевченко.